# 専門学校ファースト学園金沢校
専門学校ファースト学園金沢校（せんもんがっこうファーストがくえんかなざわこう、英：First College Kanazawa）とは、石川県金沢市北安江に所在する専門学校である。

## 沿革
- 1984年12月 - 北陸コンピューター専門学校設立。
- 1992年7月 - 北陸コンピューター専門学校廃校、継承し個人立ファーストコンピューター専門学校設立。
- 1994年3月 - 学校法人ファースト学園設立。
- 1995年1月 - 専門士称号付与校（平成6年文部省告示第84号実施）。
- 2004年6月 - 金沢駅東に新校舎竣工。
- 2016年4月 - 金沢市北安江に移転。学校名を専門学校ファースト学園金沢校に変更。
- 2016年8月 - 名古屋入国管理局より日本語教育機関として告示。専修課程に文化教養分野を新設、石川県知事より認可。
- 2016年10月 - グローバルコミュニケーション科開設。

## 学科
本科（2年制）
- 情報システム科 - システムエンジニア、プログラマの養成。
- 情報ビジネス科（旧称OAビジネス科） - 簿記会計、データベース、プレゼンテーションなどの資格を持つオフィス事務技能者、ウェブデザイン、コンピュータグラフィックス、映像編集などの資格を持つメディアコンテンツ制作技能者の養成。

エクステンションセンター
- 社会人研修、生涯学習

## 交通アクセス
- 北陸新幹線・IRいしかわ鉄道線 金沢駅東口より徒歩6分。
- 金沢駅東通りバス停より徒歩5分。